# Versec
Versec (szerbül Вршац / Vršac, németül Werschetz, románul Vârşet) város Szerbiában, a Vajdaságban, a Dél-bánsági körzetben.

## Nevének eredete
Versec mint település csak a 15. század elején tűnik fel okiratokban, melyek szerint többségében szláv lakossága volt. Neve is szláv eredetű, a podvrsan („orom alatt”) vagy vrhsácz („hegyes hely”) elnevezésekből származtatják. A középkorban volt itt egy erődítmény, amit Érdsomlyónak (Erdesumulu), vagy Érsomlyónak neveztek.

## Fekvése
Belgrádtól 85 km-re északkeletre, az Alföld peremén, a Verseci-hegység lábánál, a román határtól 14 km-re fekszik.

## Története

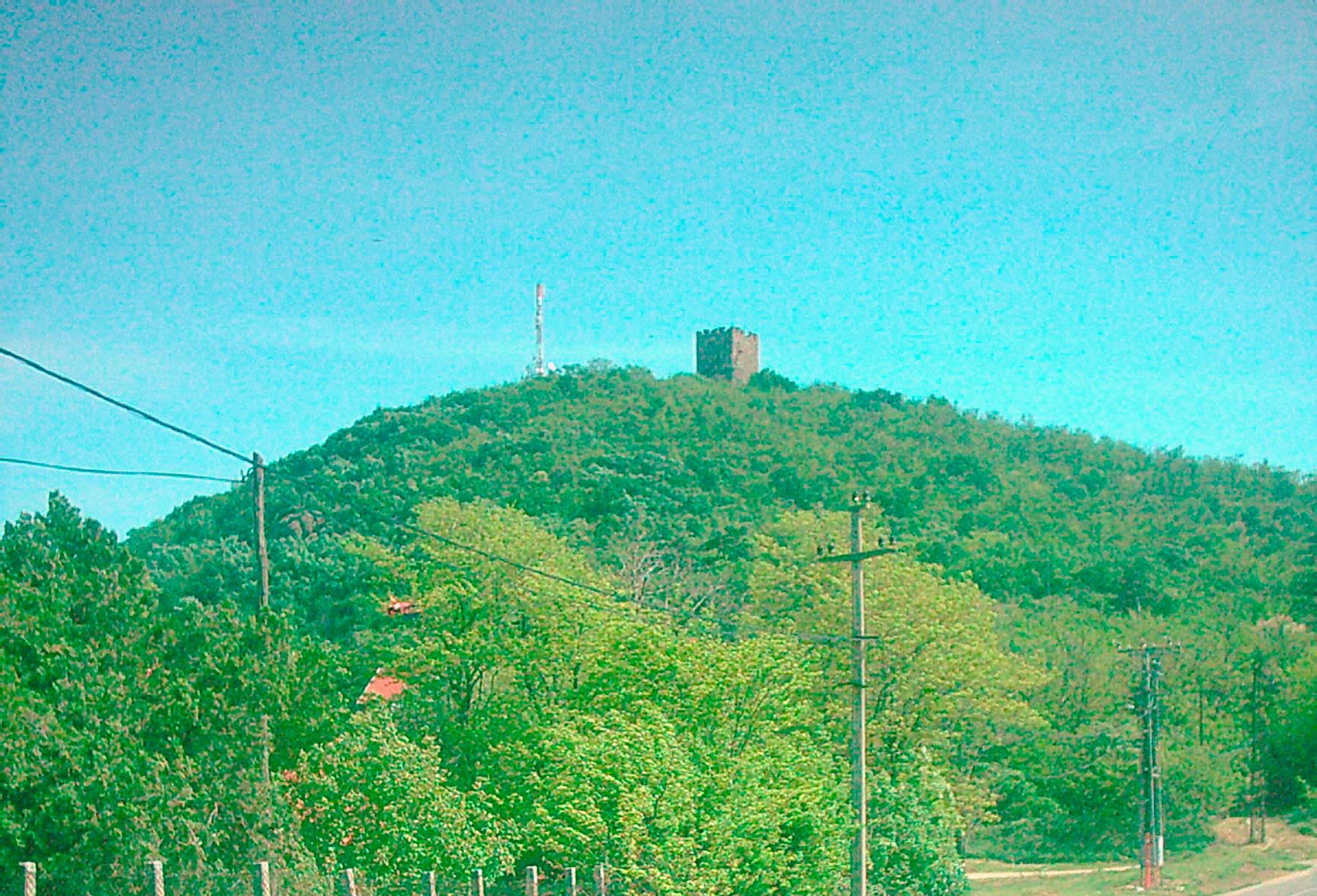
A várhegy

A régészeti leletek tanúsága szerint már az újkőkorban laktak itt emberek. Később trákok, kelták, szkíták, dákok, gepidák és avarok szállásterülete volt.
A települést 1427-ben Zsigmond egyik oklevelében említik először. 1439-ben Verschecz néven említik. A 15. században szláv település, várát Zsigmond király építtette. A török a falut teljesen elpusztította, 1552-ben pedig Ahmed pasa a várat is bevette. A gyakori török és erdélyi ostromok következtében 1658-ban romba dőlt, csak egyetlen tornya maradt.
1690-ben Csarnojevics Arzén pátriárka vezetésével szerbek települtek le és püspökséget alapítottak. 1699-ben a karlócai béke értelmében 1716-ig ismét török kézre került.

### A török kiűzése után
A török uralom megszűnésével a város a Temesi Bánság egyik kerületi székhelye lett. 1717-ben szőlőművelő németek települtek le. A 18. században a város fejlődésnek indult, ekkor alapították első iskoláját, gyógyszertárát és postáját.
1757-ben az ortodox, 1766-ban az Uspenska, 1785-ben a Nagy Saborna templomot szentelték fel. 1788-ban a város magát csellel védte meg a török ellen. 1817-ben szabad királyi város lett.
1840-ben 15 503 lakosával a Temesi Bánság legnépesebb települése volt.
1851-ben Fényes Elek ezt írta a településről: „Versecz, nagy és népes város, Temes vármegyében, Temesvárhoz délre 10 mérföldnyire, saját postahivatallal. Lakja 13,868 lélek, kik 5596 római katholikus, 180 hébert, 100 protestánst kivéve óhitűek… Székhelye a verseczi görög püspöknek. Van itt postahivatal, sótisztség, kamarai uradalmi tiszttartóság, számos kézműves. A selyemtenyésztés nagy divatban. Gazdag határa első osztálybeli, s van 373 egész úrbéri állománya. Roppant szőlőhegyén jó és sok bort termeszt. Egy hegytetőn valami kastély omladéka most is látható, de kié lehetett, nem tudhatni. Földesura a kamara.”
1848. július 11-én itt zajlott le a szabadságharc első csatája a szerbek ellen. 1849-ben a császári rendelettel létrejött Szerb Vajdaság és Temesi Bánság része lett.
Versecre a vasút 1858-ban érkezett meg. 1880-ban Bernard Staub svájci kereskedő megalapította a Helvécia pincészetet és borait Európa szerte ismertté tette.
1910-ben 27 370 lakosából 13 556 német, 8602 szerb, 3890 magyar, 879 román, 127 szlovák volt. A trianoni békeszerződésig Temes vármegye Verseczi járásának volt a székhelye.

### Az első világháború után
1918-ban a Monarchia háborús vereségével a város a Szerb–Horvát–Szlovén Királyság, majd Jugoszlávia része lett. 1944-ben a német lakosságot elűzték a városból.

## Népesség
- 1948: 23 038 fő
- 1953: 26 110
- 1961: 31 620
- 1971: 34 256
- 1981: 37 513
- 1991: 36 885
- 2002: 36 623
- 2011: 36 040

### Népcsoportok
2002-ben a város lakosságának 77,5%-a szerb, 4,9%-a magyar, 4,7%-a pedig román nemzetiségűnek vallotta magát.

## Látnivalói

### Nevezetességei
- Római katolikus temploma - 1860-1863. között épült Schulek Frigyes tervei szerint.
- Határában állnak Érsomlyó várának romjai. A várat 1323-ban említik először királyi várként, majd Perényi Miklós szörényi báné, 1411-ben a szerb despoták kapták meg, 1444-ben Hunyadi János szerezte meg, de 1448-ban visszaadta.
- A várostorony - a 14. században épített vár maradványa
- A városi múzeumát 1882-ben alapították, 300 000 kiállítási tárgya van.

### Rendezvényei
- A városban szeptemberben nagy szüreti fesztivált rendeznek.
- Októberben zenei fesztivált tartanak.

## Testvértelepülései
- Besztercebánya, Szlovákia
- Helvécia, Magyarország
- Lugos, Románia

## Itt születtek, itt éltek
- Augusztin Mária bárónő, költő és festőművész 1810. december 23-án
- Melegh Gábor festőművész, Versec 1801. május 14. - Trieszt, 1835 v. Bécs, 1832. ápr. 4.
- Grecsák Károly ügyvéd, országgyűlési képviselő, igazságügyi miniszter, jogi szakíró 1854. november 15-én
- Herczeg Ferenc író 1863. szeptember 22-én
- Kerpel-Fronius Ödön Kossuth-díjas orvos, gyermekgyógyász, fiziológus, az MTA tagja 1906. január 14-én
- Milleker Bódog (Félix), régész, helytörténész 1858. január 14-én
- Bernátsky Jenő botanikus 1873. február 10-én itt született.
- Milleker Rezső, földrajztudós, egyetemi tanár 1887. április 17-én
- Oblath Richárd, a matematikai tudományok kandidátusa 1882. június 11-én
- Reiner Imre tipográfus 1900. augusztus 18-án
- Robert Hammerstiel osztrák festőművész 1933. február 18-án
- Sztójay Döme (szül. Dimitrije Sztojakovich) 1883. január 5-én
- Weninger Richárd hárfás, zenetanár 1934. december 21-én
- Wodetzky József csillagász, matematikus 1872. március 15-én
- Richter Aladár - botanikus, egyetemi tanár 1891-től Versecen volt reáliskolai tanár
- Börcsök Erzsébet - író, tanár. Versecen élt és tanított 1965-ig, nyugdíjazásáig
- I. Tóth Zoltán (1911-1956) történész, akadémikus, az ELTE Történettudományi Karának dékánja, az 1956-os forradalom mártírja.
- Itt hunyt el 1886-ban Sipos László tanító, tiszthelyettes, Herczeg Ferenccel párbajozott Versecen.
- Itt dolgozott Romhányi János (1865-1918) levéltáros.

### Szent Gellért Püspök és Vértanú római katolikus templom

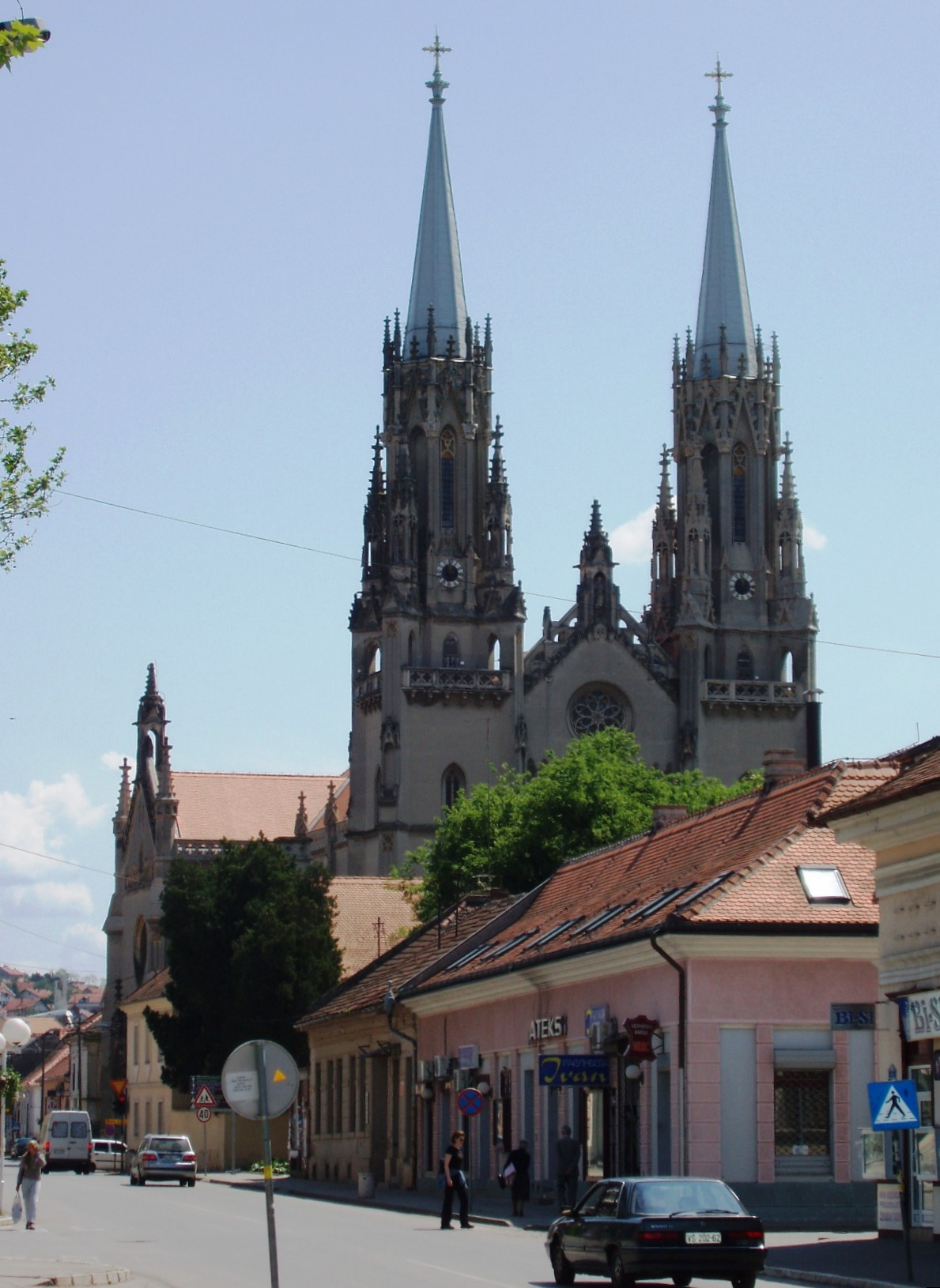
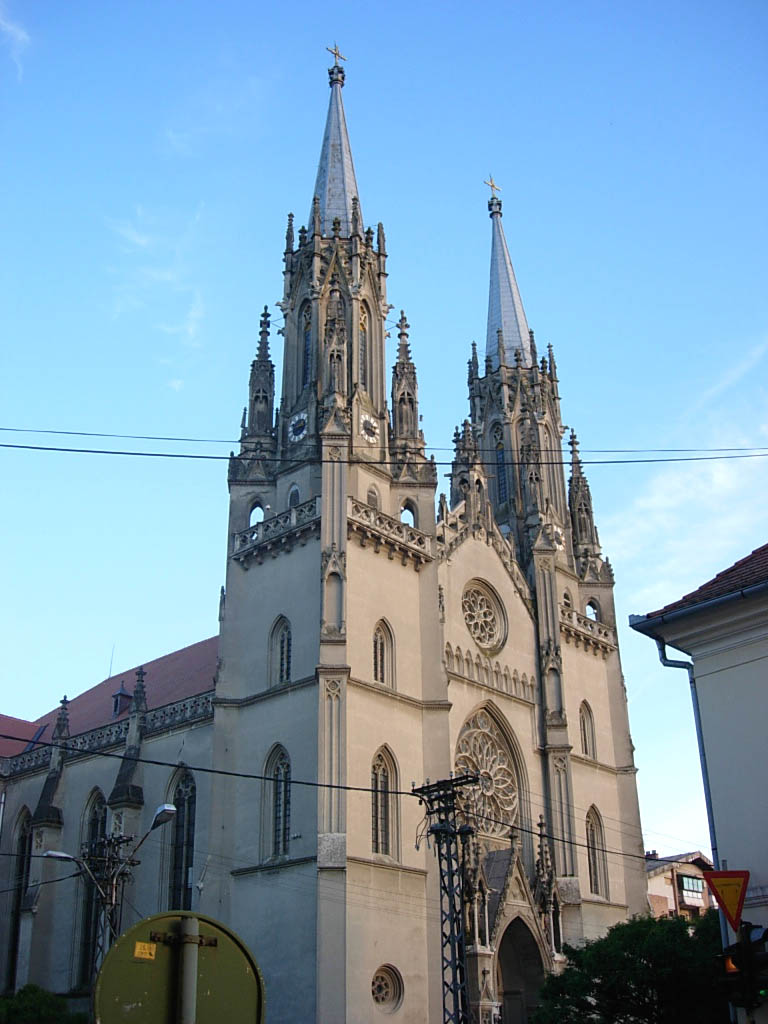
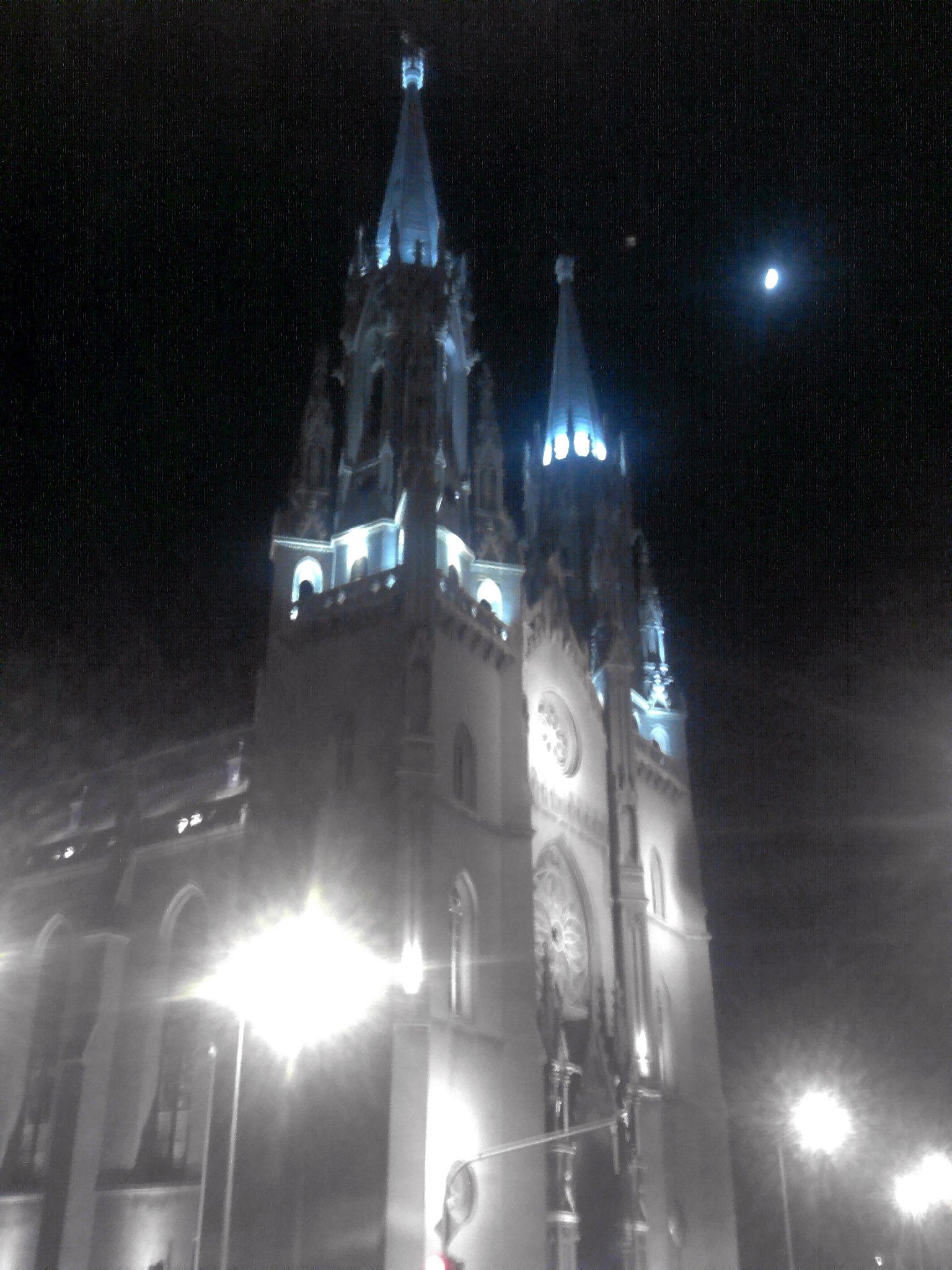

### A vár

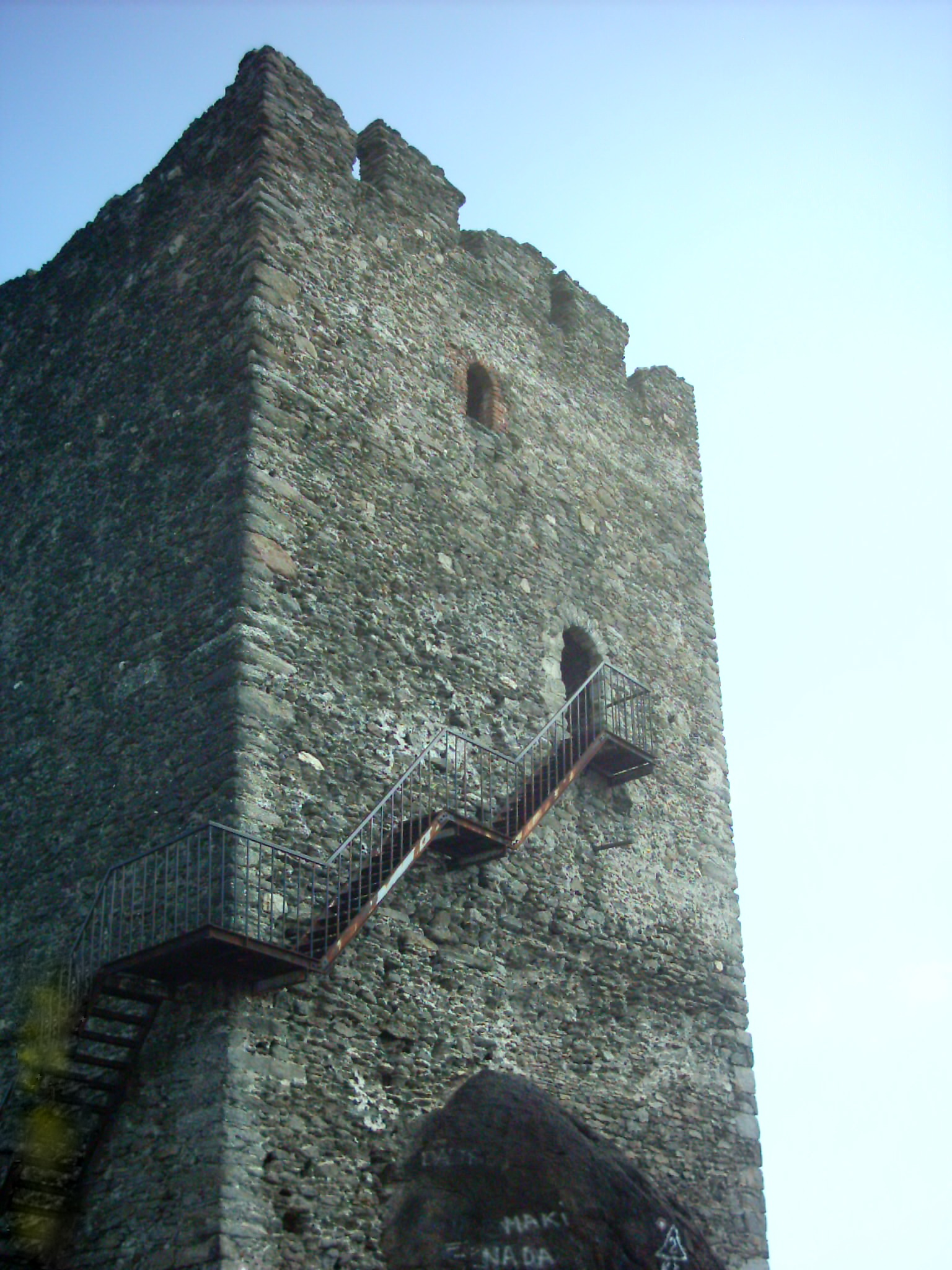
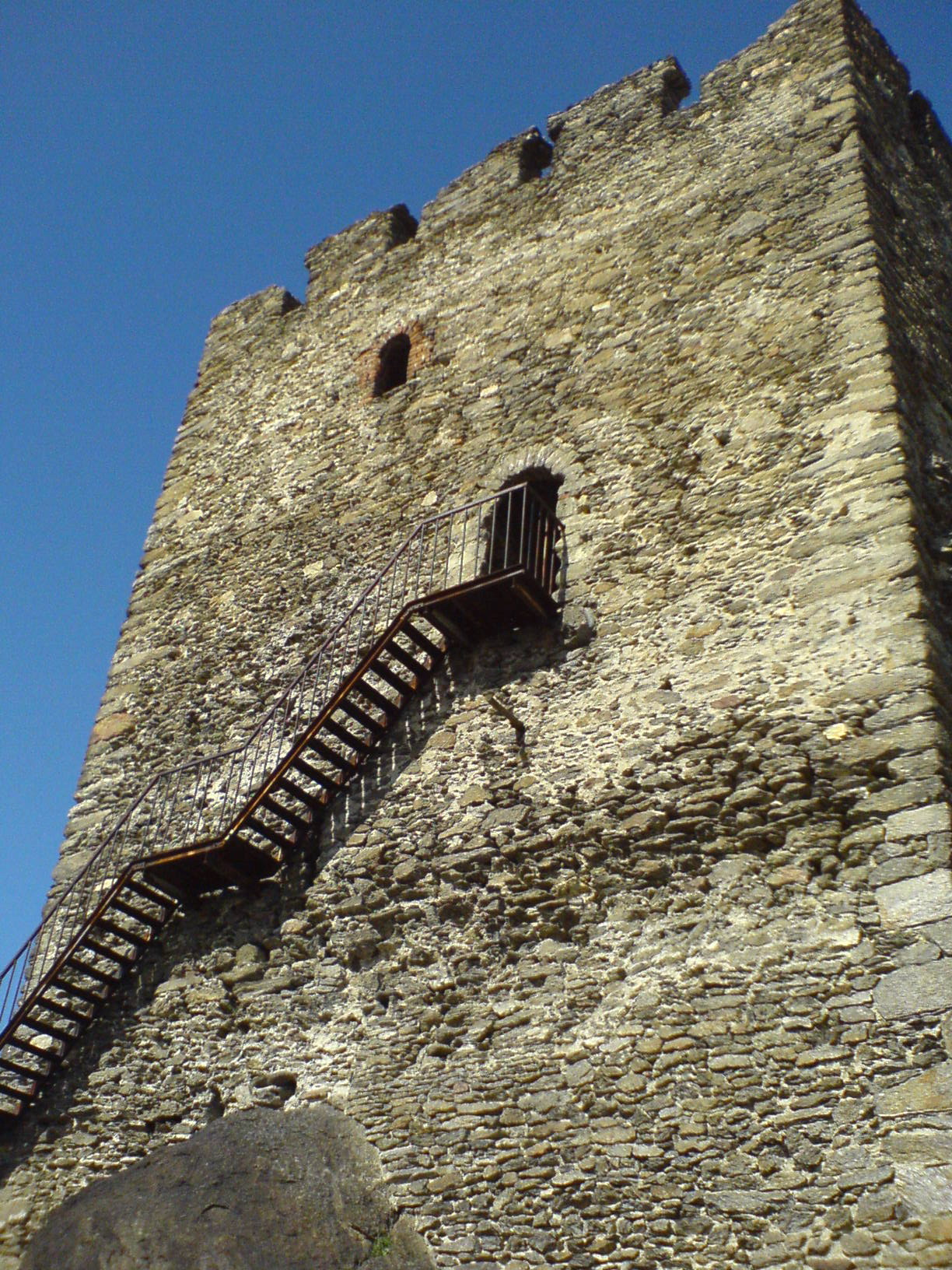
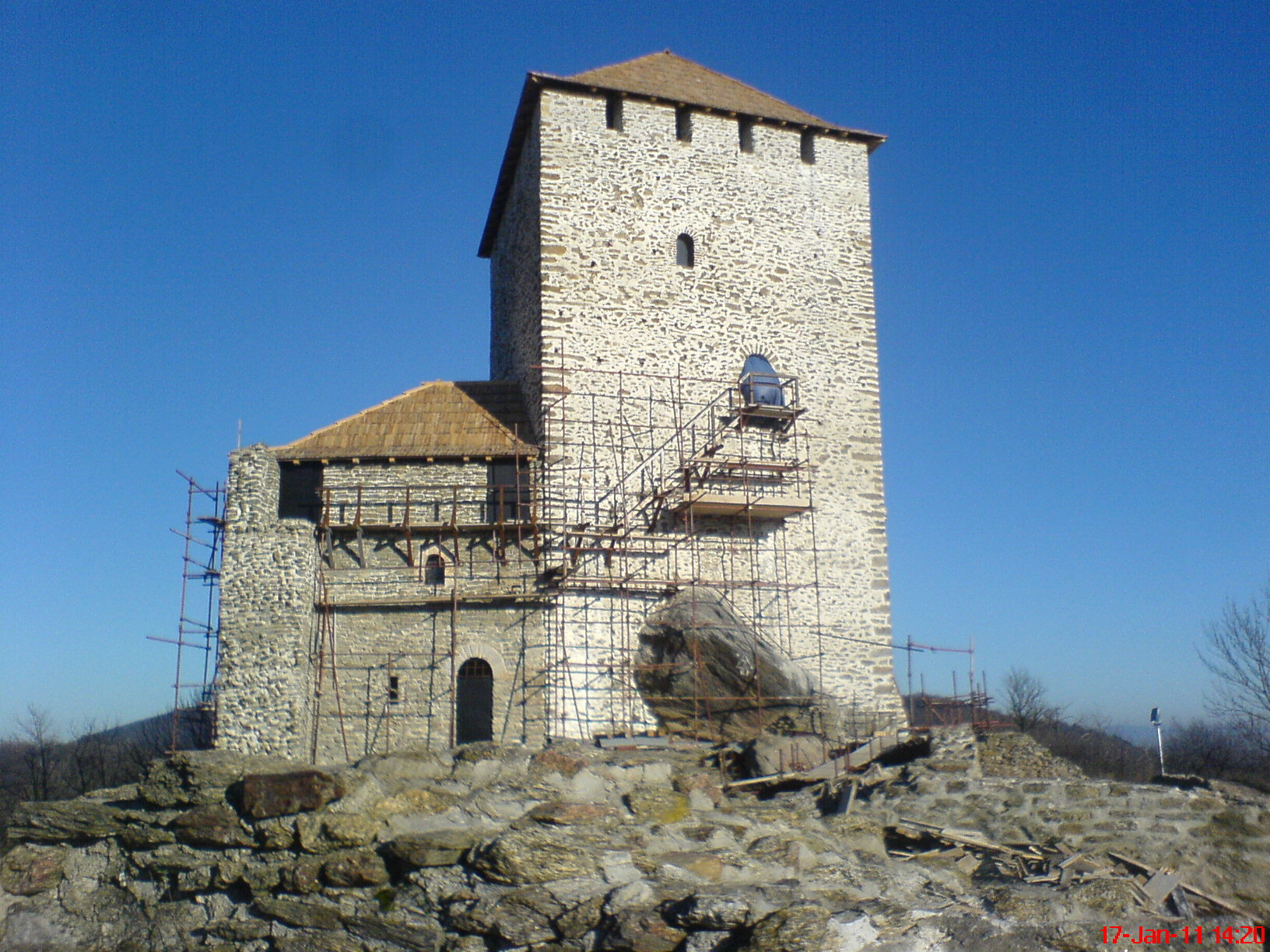
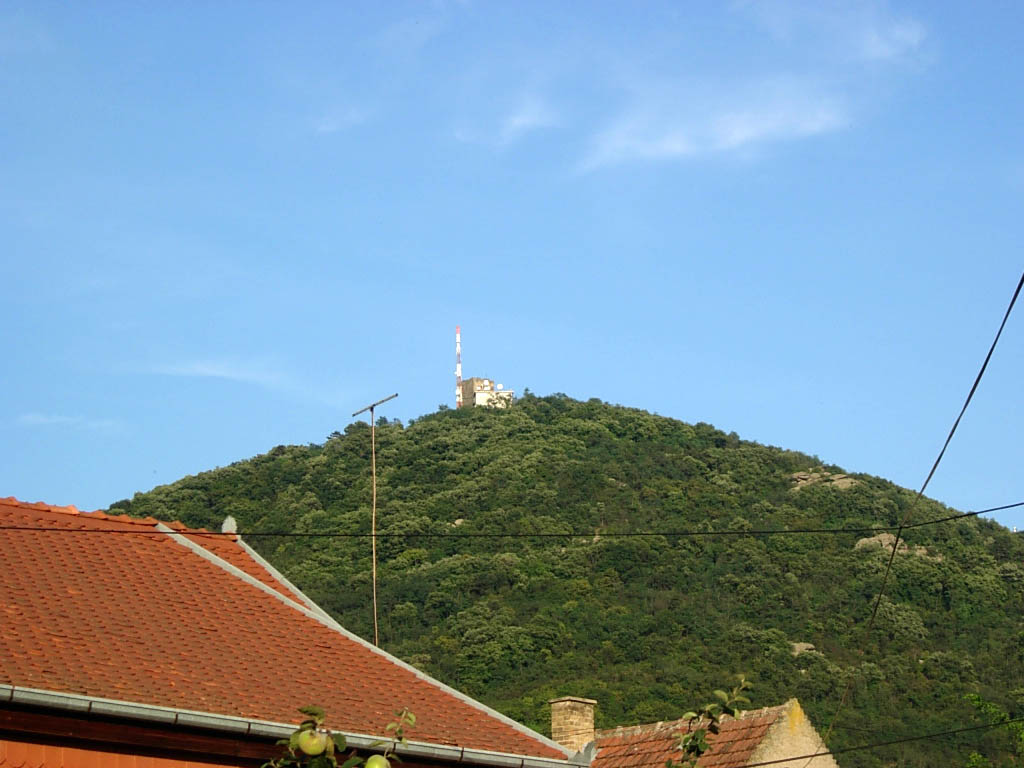

## Képek

### Egyéb templomok

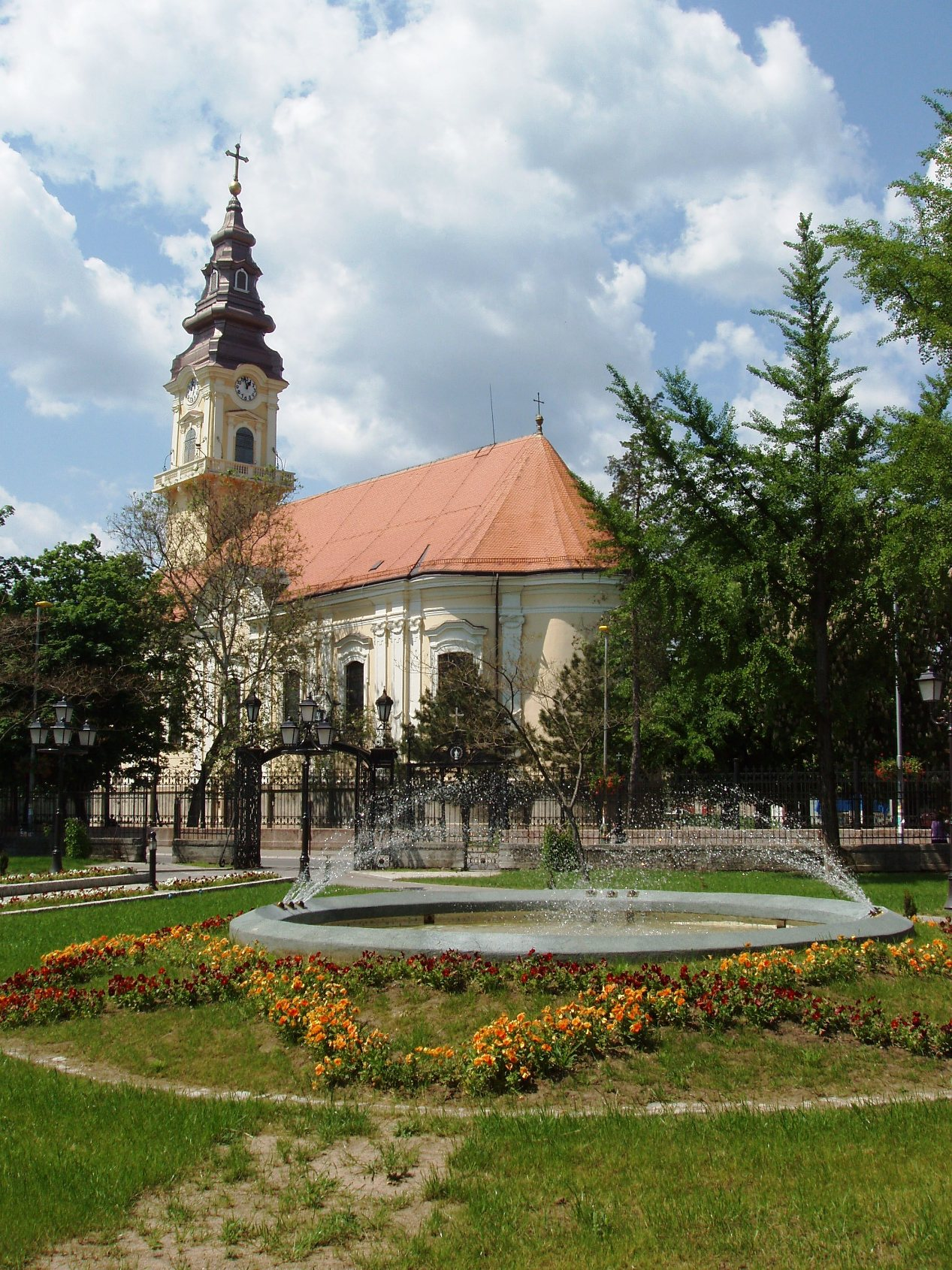
Az ortodox szerb templom
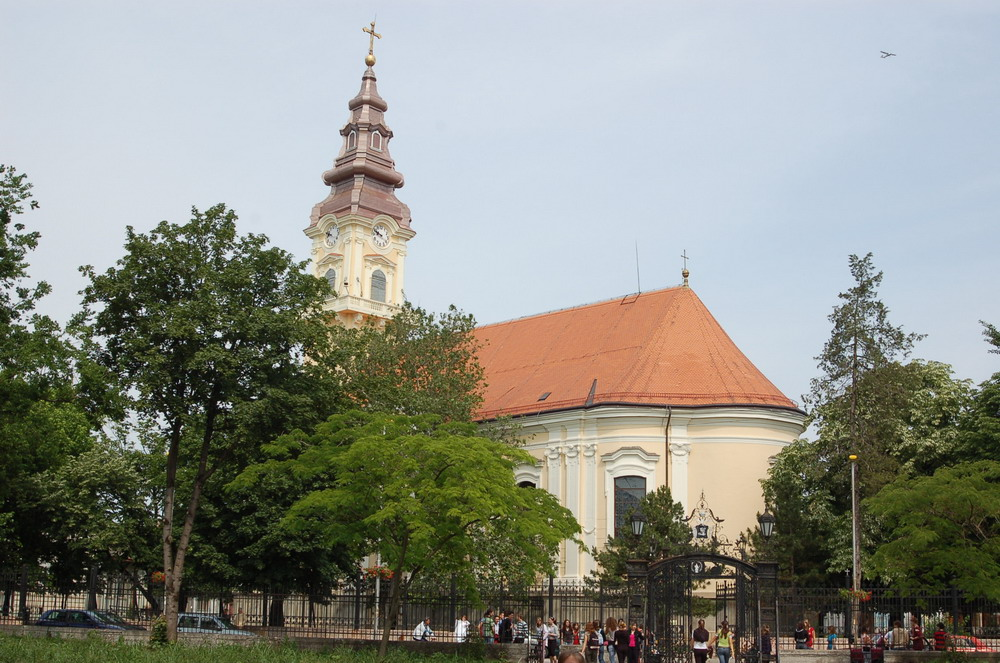
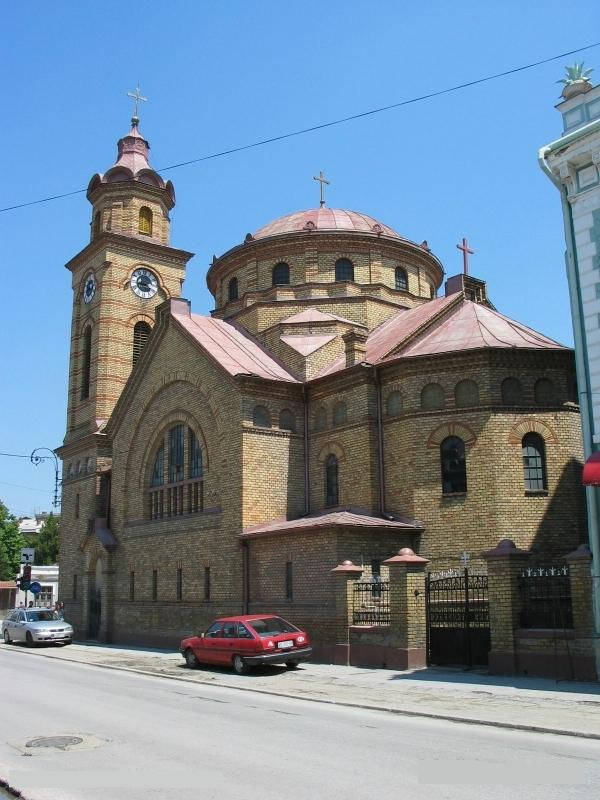
Az ortodox román templom
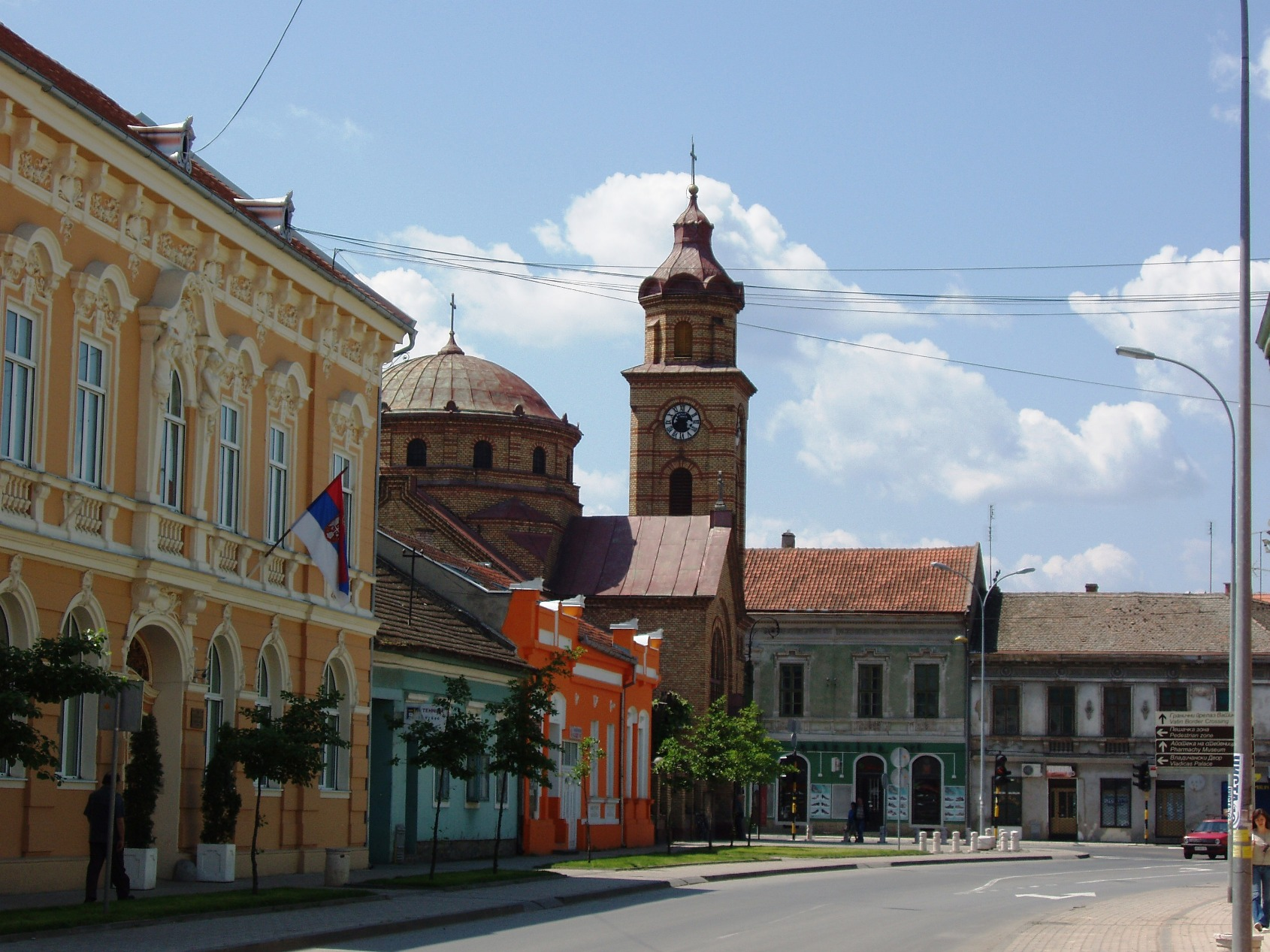

### Középületek

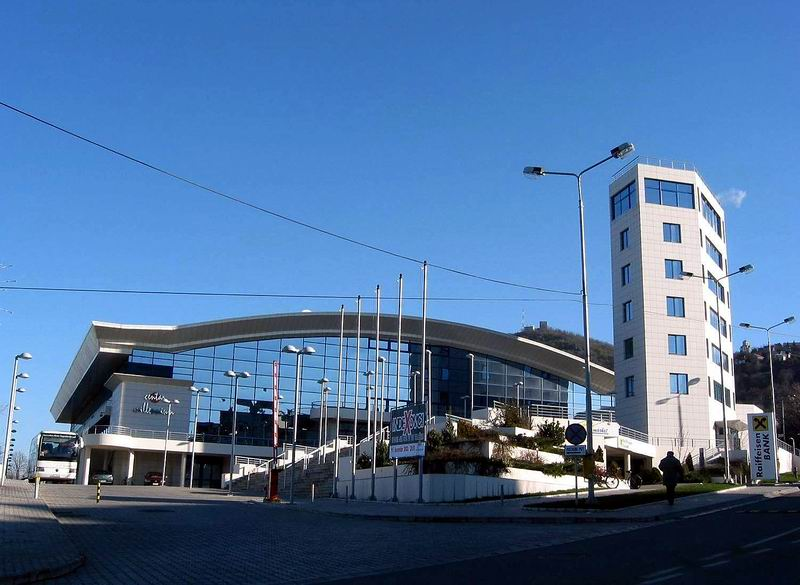
A Millenium sportközpont
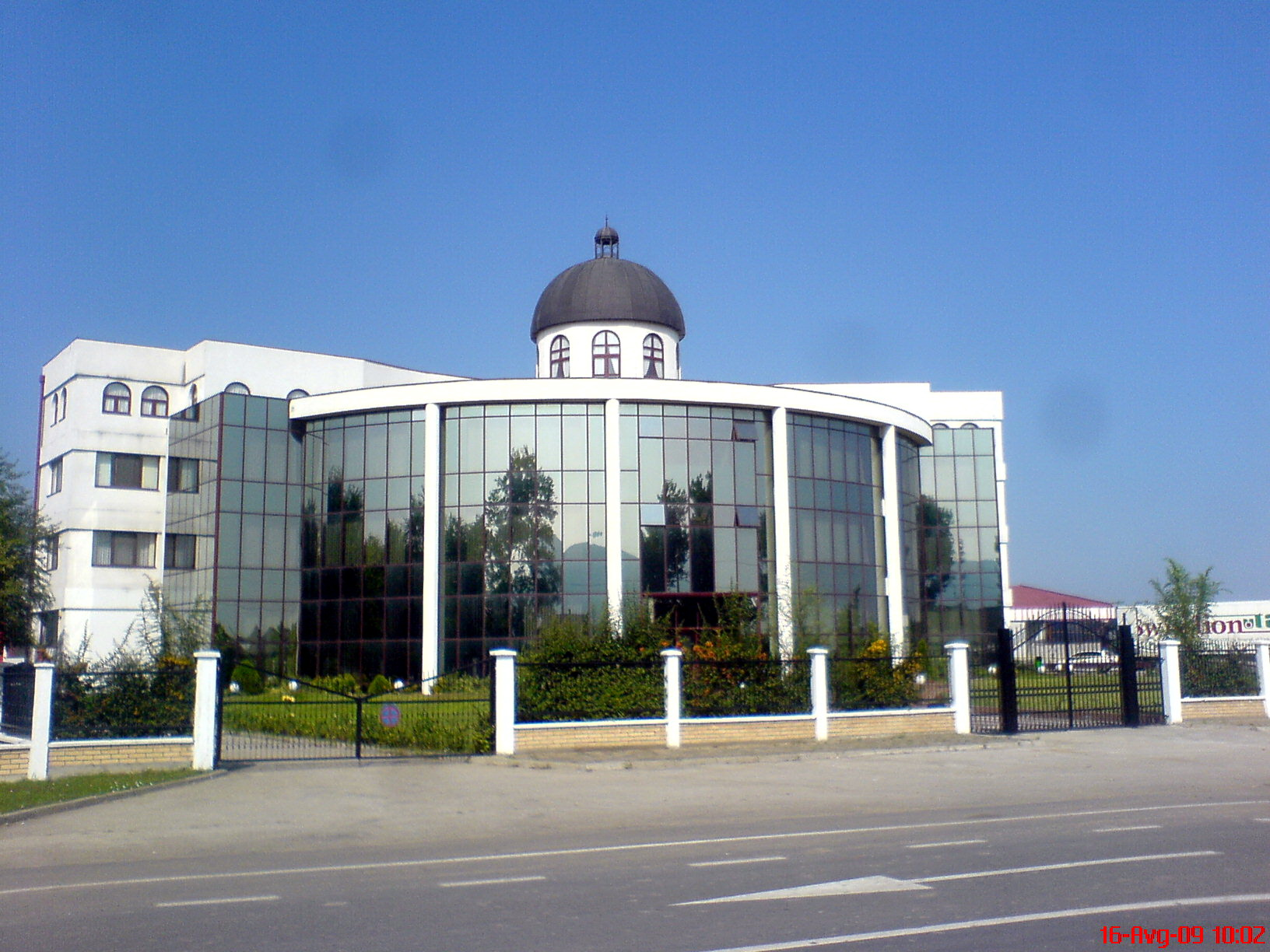
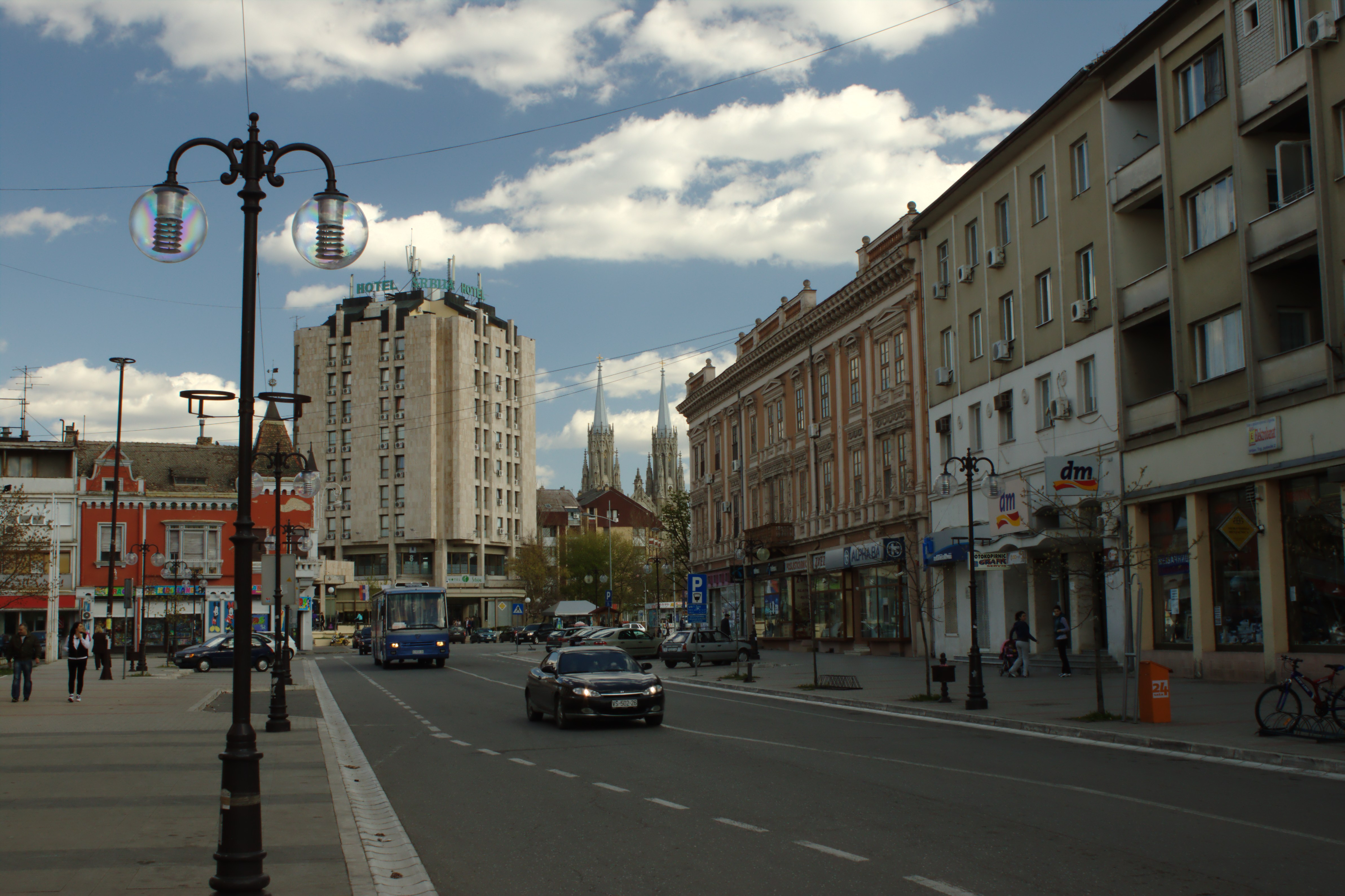
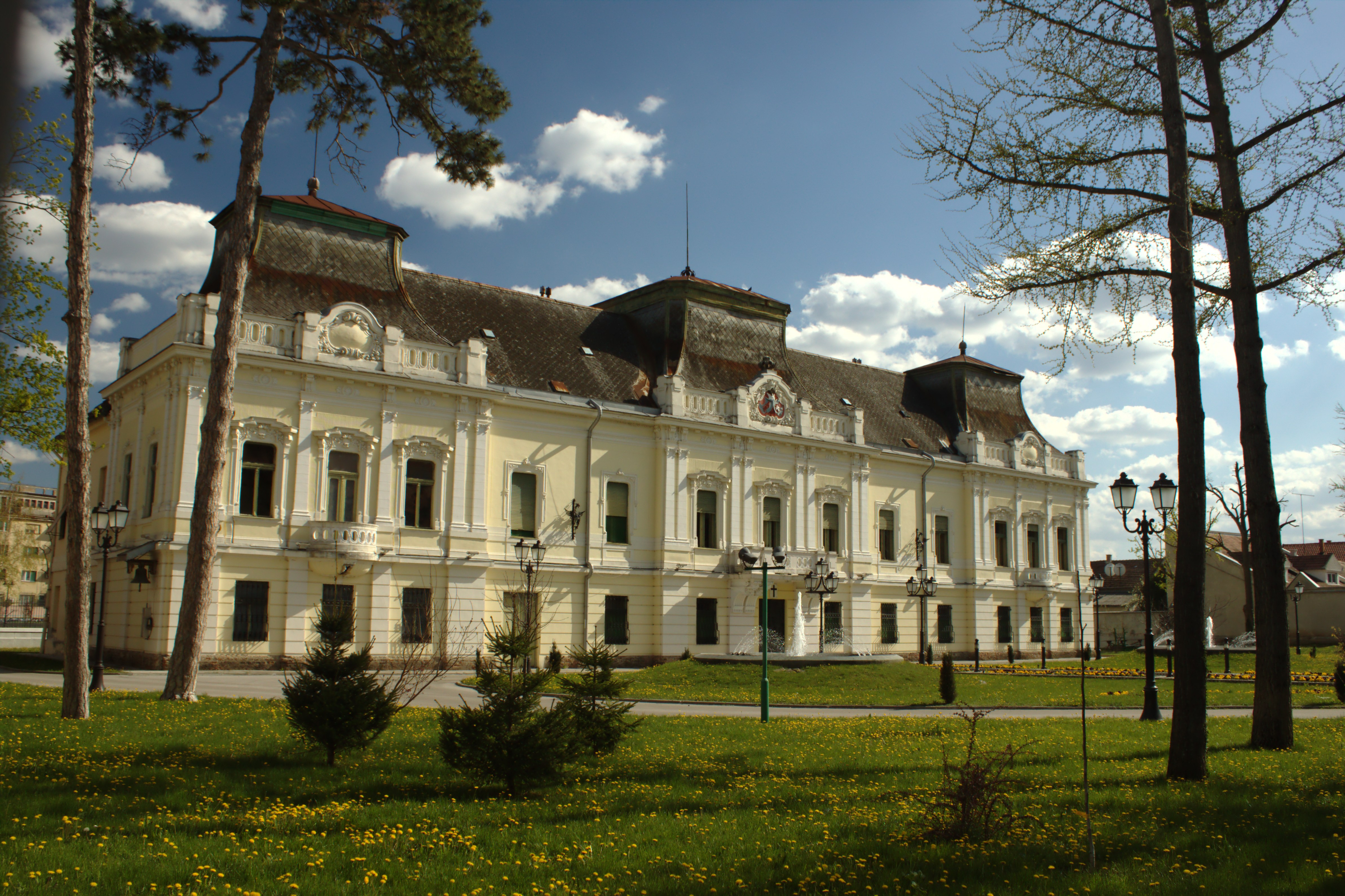

## Külső hivatkozások
- Versec község hivatalos honlapja